# Hortense Mancini

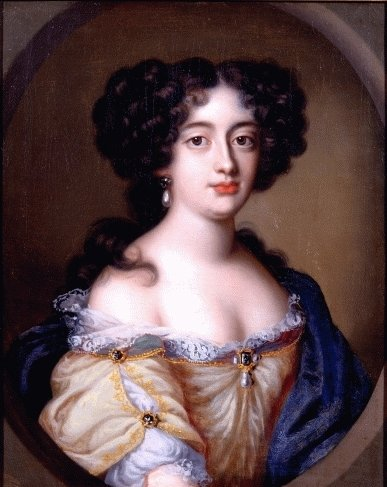
Hortense Mancini

Hortense Mancini, hertiginna de Mazarin, född 6 juni 1646 i Rom, död 2 juli 1699 i London, var en italiensk författare och adelsdam. Hon var dotter till baron Lorenzo Mancini och Geronima Mazzarini och systerdotter till Frankrikes de facto regent kardinal Mazarin. Tillsammans med sina fyra systrar och två kvinnliga kusiner var hon känd som en av de så kallade "Mazarinettes" vid det franska hovet. Hon var mätress till kung Karl II av England. 

## Biografi
Marie Mancini fördes efter faderns död år 1650 tillsammans med sina systrar till det franska hovet av sin mor, för att få statusmässigt fördelaktiga äktenskap arrangerade åt sig av sin morbror, som var inflytelserik över den franska regeringen. Även deras kusiner togs till hovet, och tillsammans kallades de sju flickorna mazarinettes.
Mancini mottog 1659 ett frieri från den framtide Karl II av England, men hennes morbror tackade nej då Karl vid den tidpunkten inte tycktes kunna bestiga Englands tron. Inte heller föreslagna äktenskap med hertigen av Savoyen och hertigen av Lothringen blev av. Hon blev 1661 bortgift av sin morbror kort före hans död med en av Europas rikaste män, Armand-Charles de la Porte, hertig de La Meilleraye, som vid vigseln fick titeln hertig Mazarin. Maken beskrivs som sjukligt puritansk och svartsjuk; han gjorde ständiga undersökningar för att se om hon hade gömt undan älskare och tvingade henne att flytta ut på landet och ägna sig åt böner.
År 1668 rymde hon med hjälp av sin bror Philippe de Nevers till sin syster Marie Mancini i Rom. Ludvig XIV förklarade sig då som hennes beskyddare och gav henne en pension, och hertigen av Savoyen erbjöd henne ett hem i Chambéry, där hon upprättade en salong. 
Vid hertigens död 1675 utvisades hon av hans änka ur landet och fråntogs sedan sin franska pension av maken. Hon accepterade då ett erbjudande från den engelska ambassadören att bli den engelska kungens mätress. Hon reste sedan till England där hon 1676 inledde ett förhållande med Karl II av England. Förhållandet tog snabbt slut efter att hon varit otrogen med Ludvig I av Monaco, och hon öppnade sedan en salong i London där hon levde på en pension från kungen. Hon blev försörjd av kungahuset även efter Karl II:s död 1685 eftersom den nya drottningen Maria av Modena var hennes släkting. Hon avled möjligen av självmord. 
Hon är med sin syster Marie Mancini den första kvinna i Frankrike efter Margareta av Valois som skrivit sina memoarer.